# Axel Grosser
Axel Grosser (* 12. März 1961 in Radegast) ist ein ehemaliger deutscher Radrennfahrer.

## Sportliche Laufbahn
Grosser begann mit dem Radsport in der SV Gölzau 1924. Seinen ersten großen Erfolg hatte er 1975 mit dem Gewinn des DDR-Meistertitels im 500-Meter Zeitfahren der Klasse Kinder A. Auch in der Einerverfolgung gewann er den Titel in dieser Altersklasse. 1978 wurde Axel Grosser Junioren-Weltmeister in der Einerverfolgung. 1979 wurde er in Amsterdam mit dem Bahn-Vierer der DDR Weltmeister in der Mannschaftsverfolgung mit Lutz Haueisen, Gerald Mortag und Volker Winkler. Zwei Jahre später, bei der UCI-Bahn-Weltmeisterschaft in Brünn wurde er erneut Weltmeister in dieser Disziplin, mit Detlef Macha, Bernd Dittert und Volker Winkler. 1982 gewann er gemeinsam mit Uwe Raab das Zweier-Mannschaftsfahren um die DDR-Meisterschaft auf der Berliner Winterbahn in der Werner-Seelenbinder-Halle. Diesen nationalen Titel konnte er erneut mit Uwe Raab als Partner 1985 erringen. 1984 errang er mit der Mannschaft des SC DHfK Leipzig die DDR-Meisterschaft im Mannschaftszeitfahren. Auf der Winterbahn in Berlin gewann er die „Internationale Zweier-Mannschaftsmeisterschaft“ 1983 wiederum mit Uwe Raab als Partner.

## Familiäres
Axel Grosser ist der Sohn des ehemaligen Radsportlers Reinhard Grosser, der in den 1950er Jahren für den ASK Vorwärts Leipzig startete.